# Topala
Topala ist eine Ortschaft im Departamento Potosí im Hochland des südamerikanischen Andenstaates Bolivien.

## Lage im Nahraum
Topala liegt in der Provinz Antonio Quijarro und ist der zweitgrößte Ort im Cantón Condoriri im Municipio Porco. Die Siedlung liegt auf einer Höhe von 3951 m im Quellbereich des Río Yana Machi, der flussabwärts im weiteren Verlauf den Namen Río Topala trägt und über den Río Caiza zum Flusssystem des Río Pilcomayo gehört.

## Geographie
Topala liegt auf dem Altiplano im zentralen Bolivien zwischen der Cordillera de Chichas im Südwesten und der Cordillera Central im Nordosten.
Die mittlere Durchschnittstemperatur der Region liegt bei etwa 11 °C (siehe Klimadiagramm Potosí), die monatlichen Durchschnittstemperaturen schwanken zwischen 8 °C im Juni/Juli und gut 13 °C von November bis März. Der Jahresniederschlag beträgt nur etwa 350 mm, bei einer ausgeprägten Trockenzeit von April bis Oktober mit Monatsniederschlägen zwischen 0 und 15 mm, und einer kurzen Feuchtezeit von Dezember bis Februar mit Monatsniederschlägen von gut 70 mm.

## Verkehrsnetz
Topala liegt in einer Entfernung von 63 Straßenkilometern südwestlich von Potosí, der Hauptstadt des Departamentos.
Von Potosí aus führt die Nationalstraße Ruta 5 über die Städte Agua de Castilla, Chaquilla, Yura, Ticatica und Pulacayo nach Uyuni am Salzsee Salar de Uyuni. Bei Agua de Castilla zweigt eine Landstraße in südöstlicher Richtung von der Ruta 5 ab und erreicht nach vier Kilometern die Stadt Porco. Von dort aus sind es noch einmal dreizehn Kilometer in östlicher Richtung bis Topala, wobei die unbefestigte Straße auf diesem Teilstück bis auf eine Höhe von 4400 Metern ansteigt.

## Bevölkerung
Die Einwohnerzahl der Ortschaft ist in dem Jahrzehnt zwischen den beiden letzten Volkszählungen um etwa die Hälfte angestiegen:
| Jahr | Einwohner         | Quelle       |
| ---- | ----------------- | ------------ |
| 1992 | keine Detaildaten | Volkszählung |
| 2001 | 91                | Volkszählung |
| 2012 | 134               | Volkszählung |
| 2024 |                   | Volkszählung |